# Amos Gitai
Amos Gitai Weinraub (in ebraico עמוס גיתאי‎?; Haifa, 11 ottobre 1950) è un regista, sceneggiatore, artista e produttore cinematografico israeliano.
Attivo sia nel cinema documentario che di finzione, Gitai nei suoi film si è spesso dimostrato molto critico verso il governo israeliano, incorrendo in censure ed arrivando a vivere per un certo periodo all'estero.

## Biografia
Il padre di Amos Gitai era un ebreo tedesco, architetto del Bauhaus, fuggito dalla Germania nazista nel 1934; sua madre era nata nella Palestina britannica da genitori di origine russa immigrati all'inizio del secolo.

Gitai partecipa come riservista alla guerra del Kippur del 1973, nel corso della quale sopravvive all'abbattimento dell'elicottero su cui viaggiava. Proprio durante i voli in elicottero perfeziona la qualità delle sue riprese con la Super 8.
"... Vengo da una famiglia in cui il cinema non era considerato una grande arte. Durante la guerra del Kippur, il mio elicottero fu colpito. Il mio compagno che era seduto come stiamo noi due adesso, a circa un metro e mezzo da me, fu decapitato da un missile siriano che penetrò il nostro elicottero. Mi venne detto nel linguaggio molto asciutto dell'esercito che, statisticamente, il fatto che fossi vivo era considerato un'eccezione. Allora decisi di sfruttare questo errore statistico e di dire un paio di cose che avevo dentro e che mi turbavano".

### L'esilio
L'atteggiamento critico ed indipendente dei suoi primi documentari per la TV israeliana gli procura diverse difficoltà con la censura. Bayit (Casa), del 1977, sul tema dei vari trasferimenti di proprietà di una casa araba a Gerusalemme, non è neppure mandato in onda. Il successivo Yoman Sadeh (Diario di guerra), del 1982, sulla campagna in Libano, viene duramente attaccato. Data la difficoltà di operare in Israele, si reca, dapprima, negli Stati Uniti, dove, sulle orme del padre, conclude a Berkeley, nel 1986, gli studi di architettura iniziati ad Haifa. Si trasferisce poi a Parigi.
È di questo periodo la trilogia di film sul tema dell'esilio e dell'emigrazione: Esther (1986), Berlin-Jerusalem (1989), Golem - Lo spirito dell'esilio (1992). Non abbandona tuttavia l'interesse per il documentario. Nell'ampia produzione del periodo si possono ricordare Ananas, caustico lavoro sulla produzione e commercializzazione del frutto tropicale e Brand New Day, racconto di una tournée giapponese di Annie Lennox e gli Eurythmics. Nel 1993, anno in cui apre la Biennale di Venezia e inizia un documentario sulla campagna elettorale amministrativa di Alessandra Mussolini a Napoli, Nel nome del Duce, un monito sul ritorno del fascismo in Europa, si risolve a rientrare in Israele.

### Il ritorno
Non è una scelta facile. Nonostante i riconoscimenti internazionali, l'atteggiamento della critica israeliana nei confronti delle sue opere dell'"esilio" non è mutato. I suoi due figli, Keren e Ben, studiano a Parigi e la famiglia è perfettamente ambientata in Francia.
L'esordio israeliano nel cinema di fiction è il primo film di una trilogia dedicata alle città: L'inventario (Devarim), del 1995, ambientato a Tel Aviv, cui seguiranno Giorno per giorno (Yom Yom) del 1998, dedicato ad Haifa e Kadosh del 1999, girato a Gerusalemme. Un ritorno, in chiave autobiografica, ai suoi ricordi di guerra, come addetto alla sanità militare sulle Alture del Golan, è il successivo Kippur, film antimilitarista presentato nel 2000 al Festival di Cannes. Eden, del 2001, è il primo atto, cui seguirà, nel 2002, Verso oriente, anch'esso presentato a Cannes, di una nuova trilogia incentrata sulla nascita dello stato di Israele, nel 1948.

## Filmografia

### Lungometraggi
- Esther (1986)
- Berlin-Yerushalaim (1989)
- Naissance d'un golem: Carnet de notes (1991)
- Golem - Lo spirito dell'esilio (Golem, l’esprit de l’exil) (1992)
- Golem, le jardin pétrifié (1993)
- L'inventario (Devarim) (1995)
- Giorno per giorno (Yom Yom) (1998)
- Kadosh (1999)
- Kippur (2000)
- Eden (2001)
- Verso oriente (Kedma) (2002)
- Israele (Israel), episodio del film 11 settembre 2001 (11'09"01 - September 11) (2002)
- Alila (2003)
- Terra promessa (Ha'aretz hamuvtachat) (2004)
- Free Zone (2005)
- Le dibbouk de Haifa, episodio di Chacun son cinéma (2007)
- Disimpegno (Désengagement) (2007)
- Plus tard, tu comprendras (2008)
- Carmel (2009)
- La guerre des fils de la lumière contre les fils des ténèbres (2009)
- Roses à crédit (2011)
- Ana Arabia (2013)
- Tsili (2014)
- The Book of Amos, episodio di Words with Gods (2014)
- Rabin, the Last Day (2015)
- A Tramway in Jerusalem (2018)
- Laila in Haifa (2020)

### Cortometraggi e documentari
- Shahor lavan – cortometraggio documentario (1972)
- Textures – cortometraggio documentario (1972)
- La géographie selon l'homme moderne et le contrôle de l'environnement – cortometraggio documentario (1972)
- Souk – cortometraggio documentario (1972)
- Windows in David Pinsky nº 5 – cortometraggio documentario (1972)
- Souvenirs d'un camarade de la 2e Aliya – cortometraggio documentario (1972)
- Fire Eats Paper, Paper Eats Fire – cortometraggio documentario (1973)
- Medabrin al ecologia – cortometraggio documentario (1973)
- Shosh – cortometraggio documentario (1973)
- Arlington U.S.A. – cortometraggio documentario (1974)
- Images of war 1, 2, 3 – cortometraggio documentario (1974)
- Ahare – cortometraggio documentario (1974)
- Maim – cortometraggio documentario (1974)
- Memphis U.S.A. (Faces) – cortometraggio documentario (1974)
- Memphis U.S.A. (Suite) – cortometraggio documentario (1974)
- Pictures in the Exhibition – cortometraggio documentario (1974)
- The International Orthodontist Congress – cortometraggio documentario (1974)
- Blowing Glass – cortometraggio documentario (1974)
- Lucie – cortometraggio documentario (1974)
- My Mother at the Sea Shore – cortometraggio documentario (1975)
- Charisma – cortometraggio documentario (1976)
- Dimitri – cortometraggio documentario (1977)
- Hagvul – cortometraggio documentario (1977)
- Political Myths – cortometraggio documentario (1977)
- Shikun – cortometraggio documentario (1977)
- Shirim be Afula – cortometraggio documentario (1977)
- Betoch Hamain – cortometraggio documentario (1977)
- Architectura – cortometraggio documentario (1978)
- Wadi Rushima – cortometraggio documentario (1978)
- Bikur Carter be'Israel – cortometraggio documentario (1979)
- Me'ora'ot Wadi Salib - documentario (1979)
- Cultural Celebrities – cortometraggio documentario (1979)
- Bayit - documentario (1980)
- In Search of Identity - documentario (1980)
- American Mythologies - documentario (1981)
- Wadi - documentario (1981)
- Yoman sade - documentario (1982)
- Ananas - documentario (1983)
- Bangkok-Bahrein - documentario (1984)
- Reagan: Image for Sale - documentario (1984)
- Brand New Day - documentario (1987)
- Wadi, dix ans après - documentario (1991)
- Gibellina, metamorfosi di una melodia – cortometraggio (1992)
- Dans la vallée de la Wupper - documentario (1994)
- Queen Mary '87 - documentario (1994)
- Au nom du Duce - documentario (1994)
- Give Peace a Chance – miniserie TV documentario, 4 episodi (1994)
- Zirat ha'rezach - documentario (1996)
- Milim - documentario (1996)
- Munio Weinraub Gitai Architect (1909-1970) – cortometraggio documentario (1996)
- Guerre et paix à Vesoul - documentario (1997)
- Kippour, souvenirs de guerre - documentario (1997)
- Tapuz - documentario (1998)
- A House in Jerusalem (Bayit be'Yerushalaim) - documentario (1998)
- Zion, Auto-Emancipation - documentario (1999)
- Wadi Grand Canyon 2001 - documentario (2001)
- Times Are Bad, episodio di Mabatim, Israel 2002 - documentario (2002)
- Bem-Vindo a São Paulo - documentario (2004)
- News from Home/News from House - documentario (2006)
- Lullaby to My Father - documentario (2011)
- Venice 70: Future Reloaded - documentario (2013)
- West of the Jordan River - documentario (2016)
- A Letter to a Friend in Gaza – cortometraggio (2018)
- Why War?  - documentario (2024)

## Teatro
- La guerre des fils de lumière contre les fils des ténèbres, da La Guerre des Juifs di Flavius Josèphe, Festival d'Avignone, Odéon-Théâtre de l'Europe (2009)

## Mostre
- Exhibition in memory to his father - Munio Gitai - Weinraub, Jerusalem Museum, Israele, 1994 e Centro Georges Pompidou, Parigi 2006
- Open Shen Zen - Helena Rubinstein Pavilion, Tel Aviv 1998
- Public Housing - Ein Harod Museum, Herzliya Museum, Saitama Museum of Modern Art, Saitama, Giappone, 2000
- Amos Gitai: Non-Fiction, Museum of Modern Art, New York, 2008[3]
- Munio Weinraub / Amos Gitai - Architecture und Film in Israel, Pinakothek der Moderne, ArchitekturMuseum, Monaco, e Tel Aviv Museum 2008-2009[4]
- Traces, Bordeaux, 2009 e Palais de Tokyo, Parigi, 2011[5]
- Lullaby for my father, Kibbutz Kfar Masaryk, Israele, 2010
- Correspondence, Efrati Gitai - Letters, Museum of Art, Ein Harod, Israele, 2011
- Traces - Munio Gitai - Weinraub, Museum of Art, Ein Harod, Israele, 2011

## Pubblicazioni
- The War of the Sons of Light Against the Sons of Darkness, 1993, Milano, Mazzotta
- Parcours, Centre Pompidou, Paris, 2003
- Jean-Michel Frodon, Amos Gitai e Marie-José Sanselme, Amos Gitai: Genèses, Éditions Gallimard, 2009, Parigi, ISBN 978-2070771417
- Correspondance, Éditions Gallimard, 2010, Parigi, ISBN 978-2070776795

## Riconoscimenti

### Premi cinematografici
- Mostra internazionale d'arte cinematografica
  - 1989 – Menzione speciale al Premio Filmcritica – Bastone Bianco per Berlin-Yerushalaim
  - 1989 – In competizione per il Leone d'oro per Berlin-Yerushalaim
  - 1999 – Premio UNESCO per Zion, Auto-Emancipation
  - 2001 – In competizione per il Leone d'oro per Eden
  - 2002 – Premio UNESCO per 11 settembre 2001
  - 2003 – In competizione per il Leone d'oro per Alila
  - 2004 – Premio CinemaAvvenire per Terra promessa
  - 2004 – In competizione per il Leone d'oro per Terra promessa
  - 2013 - Premio Robert Bresson
  - 2013 – Green Drop Award per Ana Arabia
  - 2013 – Menzione d'onore al premio SIGNIS per Ana Arabia
  - 2013 – In competizione per il Leone d'oro per Ana Arabia
  - 2013 – In competizione per il Leone d'oro per Rabin, the Last Day
  - 2013 – In competizione per il Green Drop Award per Rabin, the Last Day
  - 2018 – Premio Human Rights Nights per A Letter to a Friend in Gaza[6]
  - 2018 – Premio UNIMED per A Tramway in Jerusalem[7]
  - 2020 – In competizione per il Leone d'oro per Laila in Haifa
- Festival di Cannes
  - 1999 – In competizione per la Palma d'oro per Kadosh
  - 2000 – Premio François Chalais per Kippur
  - 2000 – In competizione per la Palma d'oro per Kippur
  - 2002 – In competizione per la Palma d'oro per Verso oriente
  - 2005 – In competizione per la Palma d'oro per Free Zone
- Premio César
  - 2003 – Candidatura al miglior film dell'Unione Europea per 11 settembre 2001
- Locarno Festival
  - 2008 – Pardo d'onore